# Зейнаб Ханларова поёт песни Эмина Сабит Оглы
«Зейнаб Ханларова поет песни Эмина Сабит Оглы» — студийный альбом Зейнаб Ханларовой. Издан в СССР в 1982 году. За большой тираж альбома (более 2 миллионов экземпляров) Зейнаб Ханларова была награждена премией «Золотой диск» фирмы «Мелодия» (1985).

## Список композиций
| №  | Название                                      | Текст песни   | Музыка        | Длительность |
| -- | --------------------------------------------- | ------------- | ------------- | ------------ |
| 1. | «Нэ данышдын, нэ диндин (Не сказал ни слова)» | Б. Вагаб-заде | Э. Сабит Оглы | 7:34         |
| 2. | «Ядыма сэни саланда (Вспоминая тебя)»         | Н. Рафибейли  | Э. Сабит Оглы | 12:09        |
| 3. | «Гяльбимин сэси (Голос сердца)»               | В. Самед оглы | Э. Сабит Оглы | 3:54         |

| №                   | Название                                     | Текст песни         | Музыка              | Длительность |
| ------------------- | -------------------------------------------- | ------------------- | ------------------- | ------------ |
| 4.                  | «Инсаф да яхши шейдир (Совесть)»             | Р. Рза              | Э. Сабит Оглы       | 6:34         |
| 5.                  | «Гёзумдэ Лейлисен (В глазах моих ты, Лейли)» | Р. Ахмед-заде       | Э. Сабит Оглы       | 7:00         |
| 6.                  | «Сэнсэн, ёхса мэн? (Ты или я?)»              | С. Рустам           | Э. Сабит Оглы       | 7:33         |
| Общая длительность: | Общая длительность:                          | Общая длительность: | Общая длительность: | 43:46        |

## Участники записи
- Зейнаб Ханларова — вокал
- Ансамбль народных инструментов под руководством З. Ханларовой
- М. Килосанидзе, звукорежиссёр
- Л. Живова, редактор